# Abbir Germaniciana
Abbir Germaniciana ist der Name einer antiken Stadt, die in der römischen Provinz Africa proconsularis (heute nördliches Tunesien) lag.
Die Stadt war Bischofssitz, welcher der Kirchenprovinz Karthago zugeordnet war. Cyprian von Karthago war Bischof von Abbir Germaniciana um 250.
Auf den Bischofssitz geht das Titularbistum Abbir Germaniciana zurück.